# Château Grand-Puy-Lacoste
Koordinaten: 45° 11′ 24,3″ N, 0° 46′ 8,7″ W

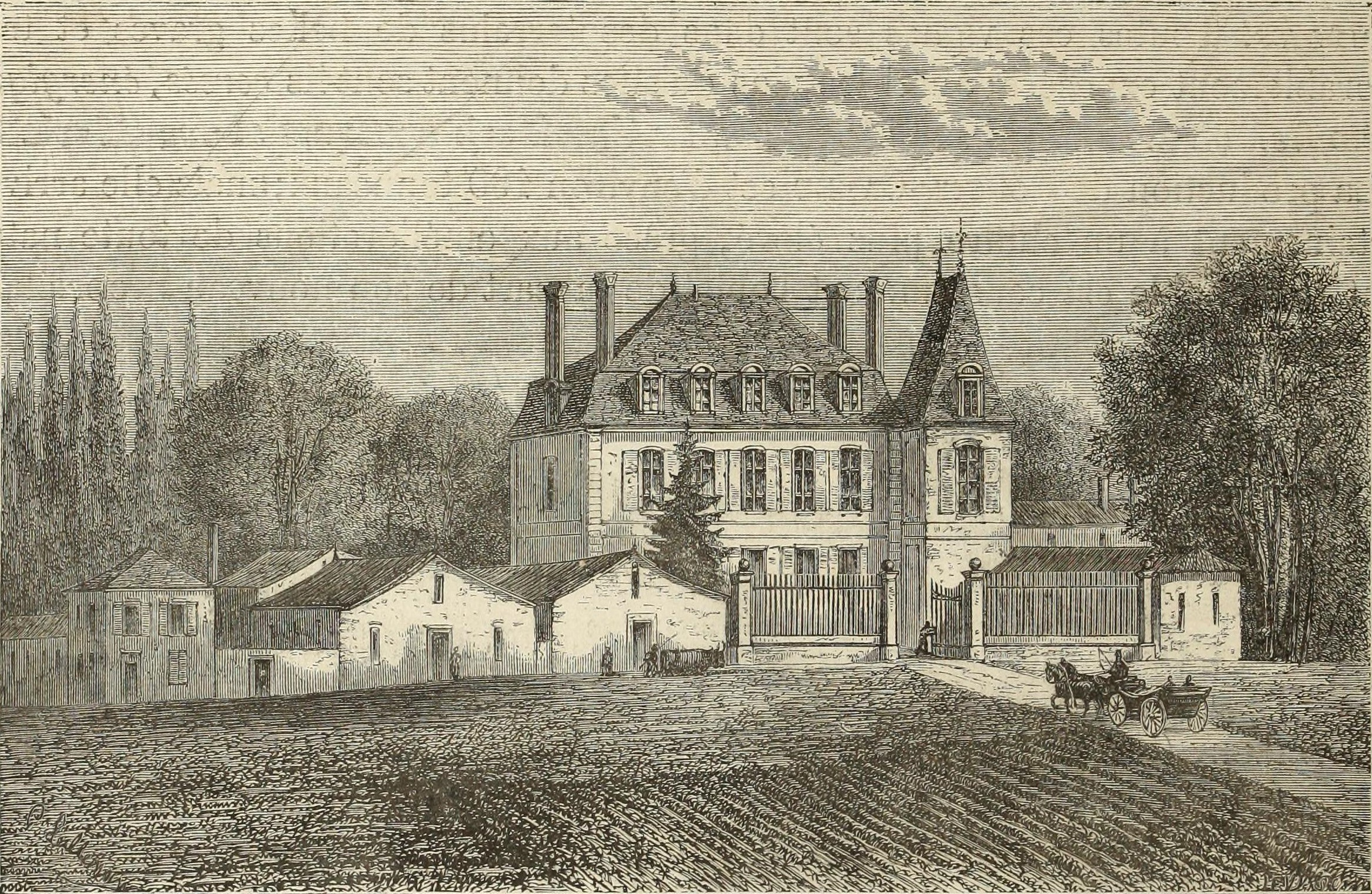
Château Grand-Puy Lacoste; Illustration aus dem Jahr 1838.

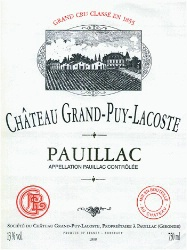
Flaschenetikett

Château Grand-Puy-Lacoste ist ein Weingut in der Appellation Pauillac bei Bordeaux. Chateau Grand-Puy-Lacoste ist ebenfalls der Name des Rotweins, der auf diesem Gut produziert wird. Das Château wurde 1855 als eines von achtzehn Cinquièmes Crus Classés (Fünftes Gewächs) in der offiziellen Bordeaux-Weinklassifikation von 1855 bewertet. Das Gut gehört der Familie Borie, siehe Château Ducru-Beaucaillou.

## Weinberge
Ein paar Kilometer vor Pauillac liegen die 36 Hektar Weinfelder von GPL, wie seine Liebhaber das Gut kurzum nennen, 75 % davon mit der Rebsorte Cabernet Sauvignon, 20 %  mit Merlot und 5 % mit Cabernet Franc bestockt. Typisch für diese Region besteht der Boden aus tiefem Kies auf einer Kalkstein-Basis.

## Der Wein
Chateau Grand-Puy-Lacoste produziert etwa 12.000 Kisten Wein (à 12 Flaschen à 0,75 Liter) in einem durchschnittlichen Jahr. Die Fermentation findet in Temperatur-kontrollierten Edelstahl-Behältern statt, anschließend wird der Wein in Barriques verfüllt (50 % davon jedes Jahr neu) für eine Reifungsphase von ca. 18 Monaten.
Der Wein von Chateau Grand-Puy-Lacoste hat eine Reputation, die weit höher liegt als sein offizieller Fünfter Rang, und stellt für gewöhnlich ein exzellentes Preis-Leistungs-Verhältnis dar. In seinen besten Jahren präsentiert sich der Wein von GPL als sehr typischer Vertreter der hervorragenden Pauillac-Güter, mit Noten von schwarzen Johannisbeeren und Zedernholz, ausbalanciert mit einer bemerkenswerten Tannin-Struktur. Beste Jahre waren 1982, 1990, 1995, 1996 und 2000. Der Wein des Jahrgangs 2005 wird mit 95 PP bewertet.
Der Zweitwein heißt Lacoste-Borie. Château Grand-Puy-Lacoste wird vom Önologen Jacques Boissenot sowie dessen Sohn Eric begleitet und beraten.